# Pilea micromeriifolia
Pilea micromeriifolia är en nässelväxtart som beskrevs av Nathaniel Lord Britton och Wilson. Pilea micromeriifolia ingår i släktet pileor, och familjen nässelväxter. Inga underarter finns listade i Catalogue of Life.